# Панофідино
Панофідино (рос. Панофидино) — присілок в Старицькому районі Тверської області Російської Федерації.
Населення становить 120 осіб. Входить до складу муніципального утворення Ємельяновське сільське поселення.

## Історія
Від 2005 року входить до складу муніципального утворення Ємельяновське сільське поселення. Раніше населений пункт належав до Ємельяновського сільського округу.

## Населення
| 1859 | 2002 | 2010 |
| ---- | ---- | ---- |
| 115  | ↗129 | ↘120 |